# واين غودت
واين غودت هو سياسي كندي، ولد في 12 أغسطس 1955 في Concession, Nova Scotia ‏ في كندا. نشط حزبياً في الحزب الليبرالي في نوفا سكوشا ‏. وقد انتخب عضو مجلس نواب نوفا سكوشا ‏.